# Rhadinodonta camerunensis
Rhadinodonta camerunensis là một loài tò vò trong họ Ichneumonidae.